# Europäische Gesellschaft für Züchtungsforschung
Die Europäische Gesellschaft für Züchtungsforschung, Association Européenne pour l’Amélioration des Plantes, Asociación Europea para el Mejoramiento de las Plantas, European Association for Research in Plant Breeding (Kurzname EUCARPIA) ist eine gemeinnützige Organisation, welche die internationale wissenschaftliche und technische Zusammenarbeit auf dem Gebiet der Pflanzenzüchtung fördert, um die Weiterentwicklung der Forschung zu unterstützen.

## Gründung und Aufgaben
Die Gründung erfolgte im Jahr 1956. Der Verein mit Sitz in Wageningen (Niederlande) zielt auf den Wissensaustausch und die Pflege der internationalen Kontakte in der Pflanzenzüchtungsforschung. Dazu veranstaltet und begleitet die Vereinigung alljährlich Workshops und Tagungen zu aktuellen Fragen aus allen Bereichen der Pflanzenzüchtung und der genetischen Forschung. Während dieser Tagungen werden die unterschiedlichen Nutzpflanzen-Kulturarten oder Querschnittsthemen behandelt. Diese widmen sich methodischen und pflanzenspezifischen Fragestellungen aus allen Bereichen von der Biometrie bis zur Genomanalyse und von der Resistenzzüchtung bis zur Geschichte der Pflanzenzüchtung. Alle vier Jahre wird der Generalkongress mit der Generalversammlung abgehalten.

## Arbeitsgemeinschaften (Sektionen)
Der EUCARPIA gehören sowohl individuelle (natürliche Personen) als auch institutionelle (Unternehmen, Forschungsinstitute u. a.) Mitglieder an. Innerhalb der Gesellschaft bestehen Arbeitsgemeinschaften, die sich in regelmäßigen Abständen zu spezifischen Tagungen bzw. Workshops treffen.
- Potatoes
- Cereals
- Organic and Low-Input Agriculture
- Fodder Crops and Amenity Grasses
- Genetic Resources
- Maize and Sorghum
- Vegetables
- Fruit
- Ornamentals
- Oil and Protein Crops
- Biometrics in Plant Breeding

## Ehrenmitglieder
Die Gesellschaft hat die nachfolgenden Personen mit der Ehrenmitgliedschaft ausgezeichnet:
- Erich von Tschermak-Seysenegg, Austria, 1956
- Wilhelm Rudorf, Germany, 1965
- Jean Bustarre, France, 1968
- Erik Akerberg, Sweden, 1972
- Jan Stefan Bojanowski, Poland, 1989
- Hermann Hänsel, Austria, 2004
- Fernando Nuez-Vinals, Spain, 2004
- Gerhard Röbbelen, Germany, 2004
- Peter Ruckenbauer, Austria, 2012
- Michele Stanca, Italy, 2012
- John Bradshaw, Scotland, 2012
- Hans Winzeler, Switzerland, 2016